# Guettarda fusca
Guettarda fusca är en måreväxtart som beskrevs av Jean Armand Isidore Pancher och Henri Ernest Baillon. Guettarda fusca ingår i släktet Guettarda och familjen måreväxter.
Artens utbredningsområde är Nya Kaledonien. Inga underarter finns listade i Catalogue of Life.